# Mark Macon
Mark L. Macon (ur. 14 kwietnia 1969 w Saginaw) – amerykański koszykarz, występujący na pozycjach obrońcy, akademicki trener koszykarski.
W 1987 wystąpił w meczu gwiazd amerykańskich szkół średnich - McDonald’s All-American.

## Osiągnięcia
Na podstawie, o ile nie zaznaczono inaczej.
NCAA
- Uczestnik rozgrywek:
  - Elite 8 turnieju NCAA (1988, 1991)
  - turnieju NCAA (1988, 1990, 1991)
- Mistrz:
  - turnieju konferencji Atlantic 10 (1988, 1990)
  - sezonu zasadniczego Atlantic 10 (1988, 1990)
- Zawodnik Roku Konferencji Atlantic 10 (1989)[4]
- MOP (Most Outstanding Player) turnieju regionalnego NCAA (1991)
- Laureat nagrody – Robert V. Geasey Trophy (1991)[5]
- Najlepszy pierwszoroczny zawodnik konferencji Atlantic 10 NCAA (1988)[6]
- Zaliczony do:
  - II składu All-American (1988)
  - I składu Atlantic 10 (1988–1991)
  - Galerii Sław Sportu uczelni Temple

NBA
- Zaliczony do II składu debiutantów NBA (1992)[7]